# Maribo
Maribo ist ein dänischer Ort am Maribosee auf der Insel Lolland in der Region Sjælland. Maribo ist Verwaltungssitz der Lolland Kommune, die nach der Kommunalreform 2007 aus den bestehenden Kommunen Højreby, Holeby, Maribo, Nakskov, Ravnsborg, Rudbjerg und Rødby gebildet wurde. Der Ort hat 5734 Einwohner (Stand 1. Januar 2023) auf einer Fläche von 154 km².

## Geschichte
Maribo entstand um ein Birgittenkloster herum, das um 1416 von Erik von Pommern als Tochtergründung des Mutterklosters Vadstena in Schweden gegründet wurde. Der Dom wurde an Stelle einer früheren Holzkirche seit etwa 1410 errichtet, 1470 fertiggestellt und diente seit dem 16. Jahrhundert als Pfarrkirche. Die Klostergebäude wurden im 17. und 18. Jahrhundert abgerissen.

## Sehenswürdigkeiten
Unmittelbar am Seeufer befindet sich die ehemalige Klosterkirche, die 1803 Bischofskirche des Bistums für Lolland und Falster wurde. Die dreischiffige Hallenkirche mit großem Satteldach hat entgegen den Bauvorschriften Birgittas für Vadstena ein verbreitertes Mittelschiff; wahrscheinlich war zunächst geplant, die Kirche als Basilika zu errichten.
Etwa sieben Kilometer nördlich des Stadtzentrums befindet sich der Hafenort Bandholm. Von Maribo nach Bandholm verkehrt im Sommerhalbjahr eine Museumseisenbahn. Zur Maribo Kommune gehörten auch die Inseln Askø und Lilleø. Sie sind von Bandholm aus per Fähre zu erreichen. An Bandholm angrenzend liegt der Safaripark Knuthenborg, mit einer Fläche von knapp 6 km² der größte Safaripark Skandinaviens.

## Verkehr
An Maribo vorbei führt die Autobahn E 47 von Rødbyhavn nach Kopenhagen. Die Landesstraße 9 führt von der Autobahn Richtung Westen nach Tårs bei Nakskov. Von dort verkehrt eine Fähre zur Nachbarinsel Langeland.
An das Schienennetz ist Maribo über die private Bahnstrecke Nykøbing F–Nakskov angeschlossen. Diese betreibt die Strecke von Nakskov über Maribo nach Nykøbing auf Falster. Auf einer Nebenstrecke nach Bandholm verkehrt in den Sommermonaten die Museumsbahn Maribo–Bandholm.
Rund um Maribo existiert ein relativ dichtes Netz von Buslinien. Dazu gehören auch Überlandlinien, die Maribo zum Beispiel mit Odense auf Fünen verbinden.

## Runenstein
Der Sædingestein ist ein Runenstein der im Jahre 1859 in Nebbelunde entdeckt wurde. Er befindet sich im Lolland-Falster Stiftsmuseum in Maribo.

## Persönlichkeiten
In einem Gebäude der seit 1621 nicht mehr bewirtschafteten Anlage des ehemaligen Klosters Maribo verbrachte die Gräfin und Autorin Leonora Christina Ulfeldt ab 1685 die letzten 13 Jahre ihres Lebens.

## Söhne und Töchter der Stadt
- Henrik Nicolai Clausen (1793–1877), Theologe und Politiker
- Frederik Sneedorff Birch (1805–1869), Schriftsteller
- Rasmus Malling-Hansen (1835–1890), Erfinder
- Agnes Rehni (1887–1966), Schauspielerin
- Kaj Munk (1898–1944), Pfarrer und Schriftsteller
- Poul Åge Rasmussen (1925–2000), Fußballspieler
- Bent Haakonsen (* 1936), Diplomat
- Svend Erik Bjerg (1944–2023), Radrennfahrer
- Mike Jensen (* 1995), Handballtorwart

## Ostsee-Meteorit
Am 17. Januar 2009 explodierte über der Insel Lolland der sogenannte Ostsee-Meteorit. Bruchstücke des Meteoriten wurden später in der Nähe von Maribo gefunden und tragen daher offiziell den Namen des Ortes.

## Sonstiges
Aus Maribo stammt auch die gleichnamige Käsesorte, ein Käse mit trockener, gelblicher Rinde, reiskorngroßen Löchern und leicht säuerlichem Geschmack.